# Oliver Drachta
Oliver Drachta (Linz, 15 maggio 1977) è un arbitro di calcio austriaco.

## Carriera

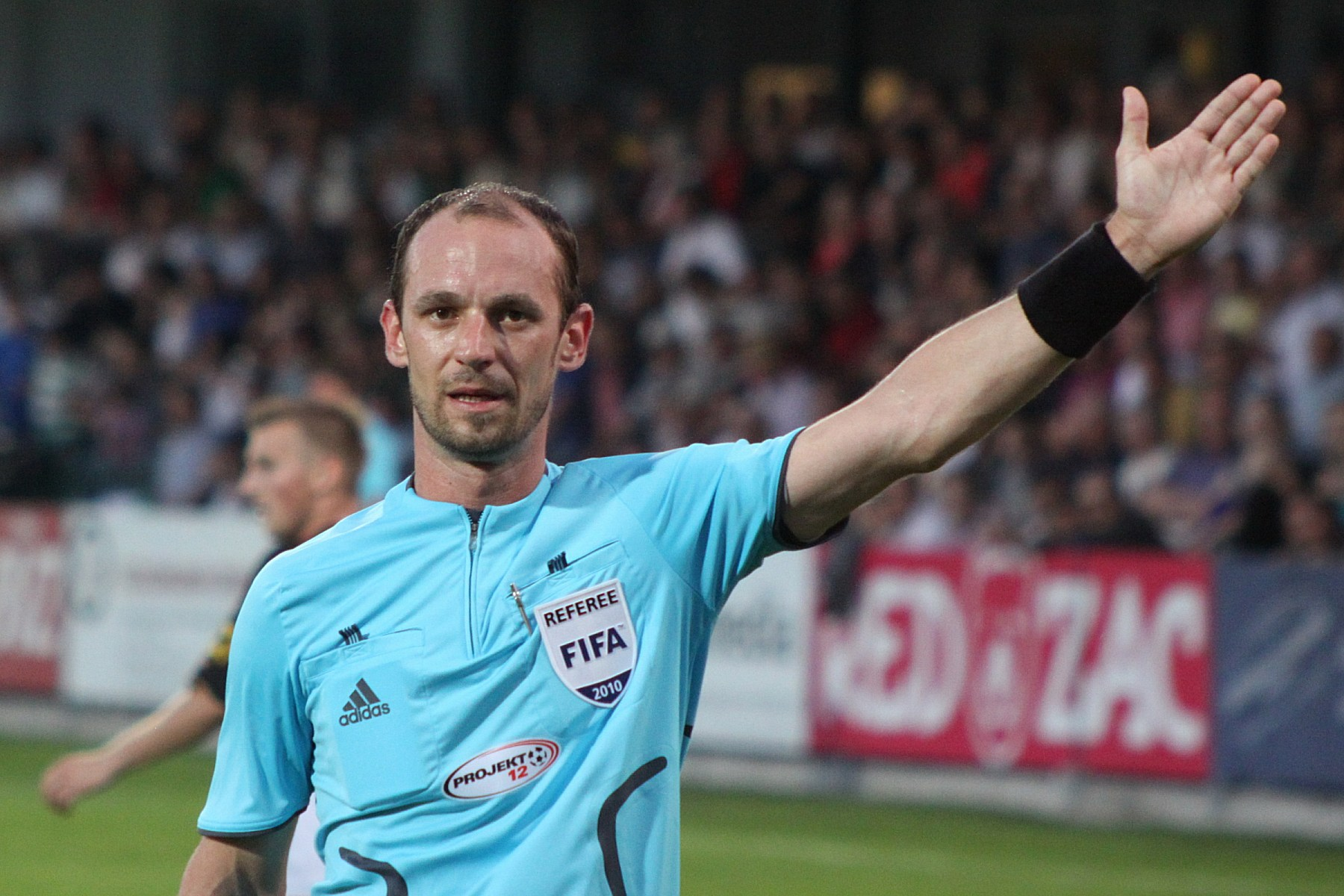
Drachta nel 2010

Nato a Linz, in Austria, arriva ad arbitrare in OÖ Liga, quarta serie austriaca, nel 2001, a 24 anni, dirigendo la gara tra Union Perg e Schwertberg del 29 settembre, finita 1-1. Smette in questa categoria nel 2013, dopo 53 gare.
Tre anni dopo, nel 2004, debutta nel calcio professionistico, nella sfida del 10 settembre Interwetten-Kapfenberger 1-3 di Erste Liga, seconda serie.
La prima in massima serie arriva l'8 marzo 2008, quando dirige la partita Austria Kärnten-Mattersburg, vinta 1-0 dai padroni di casa.
Nel 2010 e 2011 viene scelto per gli spareggi promozione-salvezza di Erste Liga.
Il 29 maggio 2010 ottiene il debutto internazionale nell'amichevole pre Mondiale 2010 tra Serbia e Nuova Zelanda giocata a Klagenfurt in Austria.
Il 15 luglio dello stesso anno arbitra per la prima volta in una competizione internazionale per club, nella vittoria esterna per 2-1 degli azeri del Qarabağ in Irlanda del Nord con il Portadown nell'andata del 2º turno di qualificazione di Europa League.
Il 3 giugno 2011 arriva la prima ufficiale tra nazionali, quando arbitra Fær Øer-Slovenia 0-2 a Toftir nelle qualificazioni all'Europeo 2012.
Il 3 giugno 2015 è designato per la finale di Coppa d'Austria a Klagenfurt tra Austria Vienna e Salisburgo, vinta per 2-0 dopo i tempi supplementari da questi ultimi.
Il 1º ottobre 2015 è la volta della prima nella fase finale di Europa League, in Qarabağ-Anderlecht 1-0, valida per il girone J.
Ha arbitrato anche 5 volte in campionati esteri, 4 in Svizzera e 1 in Arabia Saudita, oltre alla finale di Coppa di Moldavia 2014-2015.